# Regina Hall

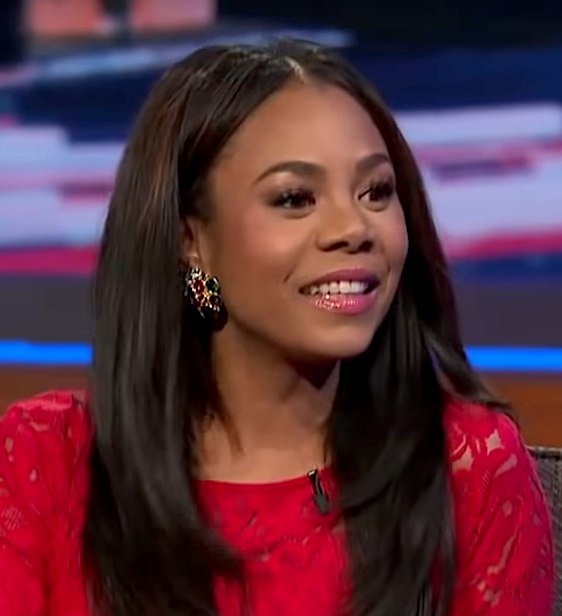
Regina Hall, 2014

Regina Hall (* 12. Dezember 1970 in Washington, D.C.) ist eine US-amerikanische Schauspielerin. Sie wurde durch ihre Rollen in den Scary-Movie-Filmen bekannt.

## Leben
Nach ihrem Besuch der High School folgte ein Journalismus-Studium an der New York University, das sie 1997 erfolgreich abschloss. Im gleichen Jahr war sie im Alter von 26 Jahren zum ersten Mal im Fernsehen in einem TV-Spot zu sehen. Es folgten mehrere Gastauftritte in der Seifenoper Loving sowie der Polizei-Serie New York Undercover.
Ihre erste Kinofilmrolle übernahm sie 1999 mit einer kleinen Rolle in The Best Man – Hochzeit mit Hindernissen. Mit diesem Film gelang es ihr, sich in Hollywood als Nachwuchsschauspielerin einen Namen zu machen. Durch die Rollen im erfolgreichen Kinofilm Scary Movie sowie den Fortsetzungen Scary Movie 2, Scary Movie 3 und Scary Movie 4 machte sie sich einem breiteren Publikum bekannt. Es folgten weitere Film- und Fernsehproduktionen, darunter regelmäßige Gastauftritte in der Erfolgsserie Ally McBeal und im Law-&-Order-Ableger Law & Order: LA.
2018 wurde sie in die Academy of Motion Picture Arts and Sciences berufen, die jährlich die Oscars vergibt.
Regina Hall wohnt in Los Angeles.

## Filmografie (Auswahl)
- 1999: The Best Man – Hochzeit mit Hindernissen (The Best Man)
- 2000: Scary Movie
- 2000: Eine Liebe in Brooklyn (Disappearing Acts)
- 2000: Love & Basketball
- 2001: Scary Movie 2
- 2001–2002: Ally McBeal (Fernsehserie, 24 Episoden)
- 2002: Die Straßen Harlems (Paid in Full)
- 2003: Malibu’s Most Wanted
- 2003: Scary Movie 3
- 2005: Wer entführt Mr. King? (King’s Ransom)
- 2005: Honeymooners (The Honeymooners)
- 2006: The Optimist – Eine Familie mit besonderer Note (The Elder Son)
- 2006: Scary Movie 4
- 2006: Visions – Die dunkle Gabe (Danika)
- 2008: First Sunday
- 2008: Superhero Movie
- 2009: Gesetz der Rache (Law Abiding Citizen)
- 2010: Sterben will gelernt sein (Death at a Funeral)
- 2010: Mardi Gras: Die größte Party ihres Lebens (Mardi Gras: Spring Break)
- 2010–2011: Law & Order: LA (Fernsehserie, 7 Episoden)
- 2012: Denk wie ein Mann (Think Like a Man)
- 2013: Urlaub mit Hindernissen – The Best Man Holiday (The Best Man Holiday)
- 2014: Denk wie ein Mann 2 (Think Like a Man Too)
- 2014: About Last Night
- 2015: With This Ring (Fernsehfilm)
- 2015: People Places Things
- 2016: Barbershop: The Next Cut
- 2016: Das Wiegenlied vom Tod (When the Bough Breaks)
- 2017: Girls Trip
- 2017: Naked
- 2017: Insecure (Fernsehserie, 4 Episoden)
- 2018: Support the Girls
- 2018: The Hate U Give
- 2019: Shaft
- 2019: Little
- 2019–2021: Black Monday (Fernsehserie)
- 2021: Breaking News in Yuba County
- 2021: Nine Perfect Strangers (Miniserie)
- 2022: Master
- 2022: Honk for Jesus, Save Your Soul
- 2022: Me Time
- 2022: The Best Man – The Final Chapters (Fernsehserie, 8 Episoden)
- 2025: O’Dessa